# Мелані Кларк Пуллен
Мелані Кларк Пуллен (англ. Melanie Clark Pullen; 2 липня, 1975, Брей (Ірландія) ― 29 березня, 2022, Брей (Ірландія)) ― ірландська акторка, кінопродюсер, письменниця.

## Життєпис
Мелані Кларк Пуллен народилася 2 липня 1975, року в місті Брей, Ірландія, і навчалася в загальноосвітній школі Нью-парка, потім вивчала драматургію, в Трініті-коледжі, в Дубліні. Незабаром після навчання коледжу, Пуллен у червні 1997, року вона отримує найпомітнішу роль Мері Флетері, у мильній опері, BBC Мешканці Іст-Енду. Потім вона грає роль давно втраченої родички Полін Фаулер, Пуллен залишається на цій ролі протягом 18 місяців до її виходу на початку 1999 року. З часу перебування на Альберт-сквер, Пуллен з'являється, у високобюджетній костюмованій драмі «Секрет леді Одлі», також вона знялася в фільмі «Обід трав Кетрін Куксон», і знялася разом з актором Річардом Аттенборо, та акторкою Джені Агаттер і рімейку класичного фільму «Діти залізниці», ці зйомки відбувалися в 2000 році. Також Пуллен і знялася і у інших стрічках, це фільм «Лікарі», 2000, року, «Ліга джентльменського апокаліпсису», 2005, року, «Клініка» 2006 рік. На сцені Пуллен зіграла Маріану, в опері «Тартю» у театрі Літлтон, у 2002, році, також з'являється у ролі Пердіти в постанові «Зимова казка», за постановою Шекспіра, 2001 року, в Національному театрі, Пуллен також була співавтором, сценарію, та зіграла головну роль у фільмі «Зниклі зірки», у Театрі Фінборо, в 2001 році. У 2006 році Пуллен написала сценарій зняла, і спродюсувала короткометражний фільм «Marion agus Banphrionsa», за який вона отримала, нагороду Градама Гаеля Лінна, за найкращий короткометражний фільм ірландською мовою, на 51-му кінофестивалі в Корку. Вона також продюсувала ще одну короткометражку, Sounds Gods 2004, написану її партнером Саймоном Максвеллом. Пуллен з'являється у ролі Лізи Баккус, де вона грає дружину сержанта поліції Джона Баккуса в драмі на BBC «Інспектор Джордж Джентлі»

## Особисте життя
Мелані Кларк Пуллен, була одружена з письменником Саймоном Максвелом. Після виходу фільму EastEnders, Пуллен зізналася що страждала від панічних атак, і депресії, оскільки намагалася, впоратися з миттєвою славою яку отримала в такому гучному шоу. Намагаючись допомогти іншим впоратися з депресією, вона об'єднується з письменницею, Аойф Магуар, щоб створити пєсу «Зниклі зірки» яка була поставлена в 2001 в якій Пуллен також зіграла головну роль. Метою вистави було показати тих хто хворий на депресію, і що вихід з депресії є. Пуллен померла від пухлини головного мозку, 29 березня 2022 року.